# Клодт Михайло Костянтинович
Барон Михайло Костянтинович Клодт фон Юргенсбург (30 грудня 1832  (11 січня 1833) , Санкт-Петербург  — 16 (29) травня 1902 , Санкт-Петербург ) — російський художник-пейзажист другої половини XIX століття. Першим з російських художників об'єднав жанровий живопис з епічним пейзажем. Племінник відомого російського скульптора і педагога Петра Карловича Клодта, двоюрідний брат художника Михайла Петровича Клодта.

## Біографія

### Дитинство і юність
Михайло Костянтинович Клодт народився 30 грудня 1832 (11 січня 1833 року) в Санкт-Петербурзі в художньо обдарованої сім'ї Клодт фон Юргенсбургів. Його батько, генерал-майор артилерії Костянтин Карлович Клодт, захоплювався гравюрою по дереву, а дядько, Петро Карлович Клодт, був одним з кращих скульпторів Росії того часу.
У ранньому дитинстві Михайло Костянтинович був відлюдником. Спочатку він вступив в Корпус гірських інженерів, де навчався гірничої справи, але навчання не подобалася Михайлу, і він часто пропускав заняття. Лише на заняття з малювання, які в корпусі вів Іван Хруцький, ходив із задоволенням. Його викладач також розглядали в своєму учневі майбутній талант.

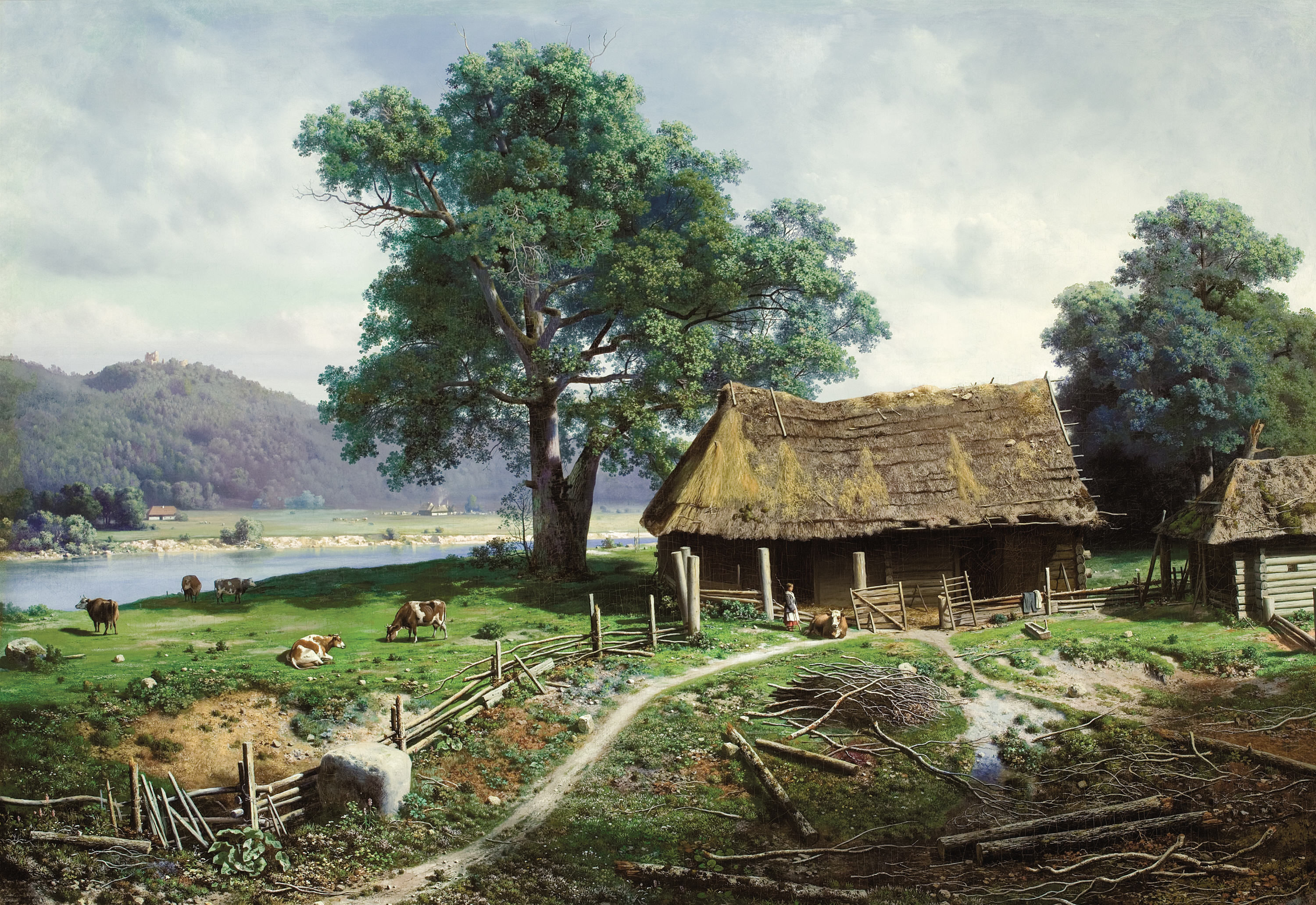
«Вид в маєтку Загезаль поблизу Риги, 1858, Томський обласний художній музей

У 1851 році 18-річний Михайло Клодт вступив до Імператорської Академії мистецтв, де з великим захопленням навчався в класі М. Н. Воробйова, який викладав пейзажний живопис. У 1853 році він за одну зі своїх учнівських робіт був удостоєний срібної медалі другого ступеня і став стипендіатом Товариства заохочення художників. За свідченням літописця сім'ї Григорія Клодта, молодий художник відмовився від стипендії на користь більш нужденних художників, і вона була передана одному з двох братів Крейтанів.
У 1855 році він був удостоєний великої срібної медалі, а в 1857 році за написану в 1854 році картину «Вид на острові Валаам» йому була вручена мала золота медаль, а саме полотно було виставлено на академічній виставці 1857 року і отримало хороші критичні відгуки. І. М. Крамськой писав про цю роботу: «… оригінальність Клодта вилилася тут цілком і остаточно визначилася, не змінюючись і згодом. Холодна гармонія фарб, дивовижна остаточність і стереоскопічний рельєф роблять цю картину найхарактернішою».
Після закінчення Академії мистецтв e 1858 році він отримав звання художника першого ступеня, а за картину «Вид в маєтку Загезаль поблизу Риги» йому була вручена велика золота медаль і право на поїздку за державний рахунок в Європу терміном на три роки.

## Європа

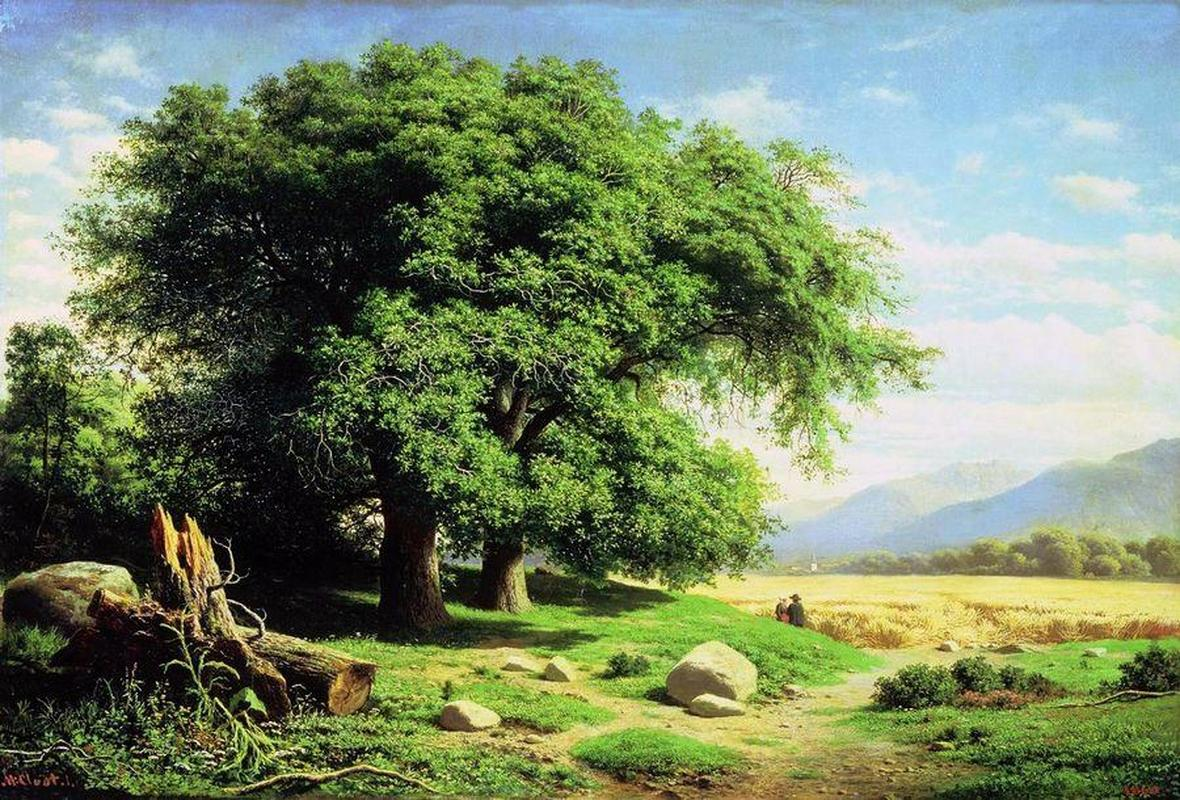
Вид в Нормандії, 1860, Ярославський художній музей

У травні 1858 року Клодт приїхав до Швейцарії, де оселився в невеликому готелі на березі Женевського озера. Однак швейцарська природа не надихала художника, і замість плідної роботи в його творчості почався спад. Живописець вирішив змінити обстановку і переїхав до Парижу, світової столиці мистецтв. У столиці Другої імперії він познайомився з представниками барбізонської школи — Теодором Руссо, Шарлем Франсуа Добиньї, Камілем Коро, а також зустрівся зі своїм двоюрідним братом Михайлом Петровичем Клодтом, разом з яким відправився спочатку до Бретані, а потім — до Нормандії. Але і тут художник не знайшов натхнення — французька архітектура і живопис не справили на нього враження, чужа природа не надихала, а французька і швейцарська живописні школи здалися йому «неохайними і незакінченими» і негідними наслідування.
Для звіту перед Академією мистецтв живописець написав картини «Баржі на березі під час відливу. Бретань» (1859) і «Вид в Нормандії» (1860). У 1860 році він написав листа до Академії з проханням про дозвіл повернутися до Росії і провести залишок трирічної відрядження, малюючи пейзажі на батьківщині.

### 1861-1870

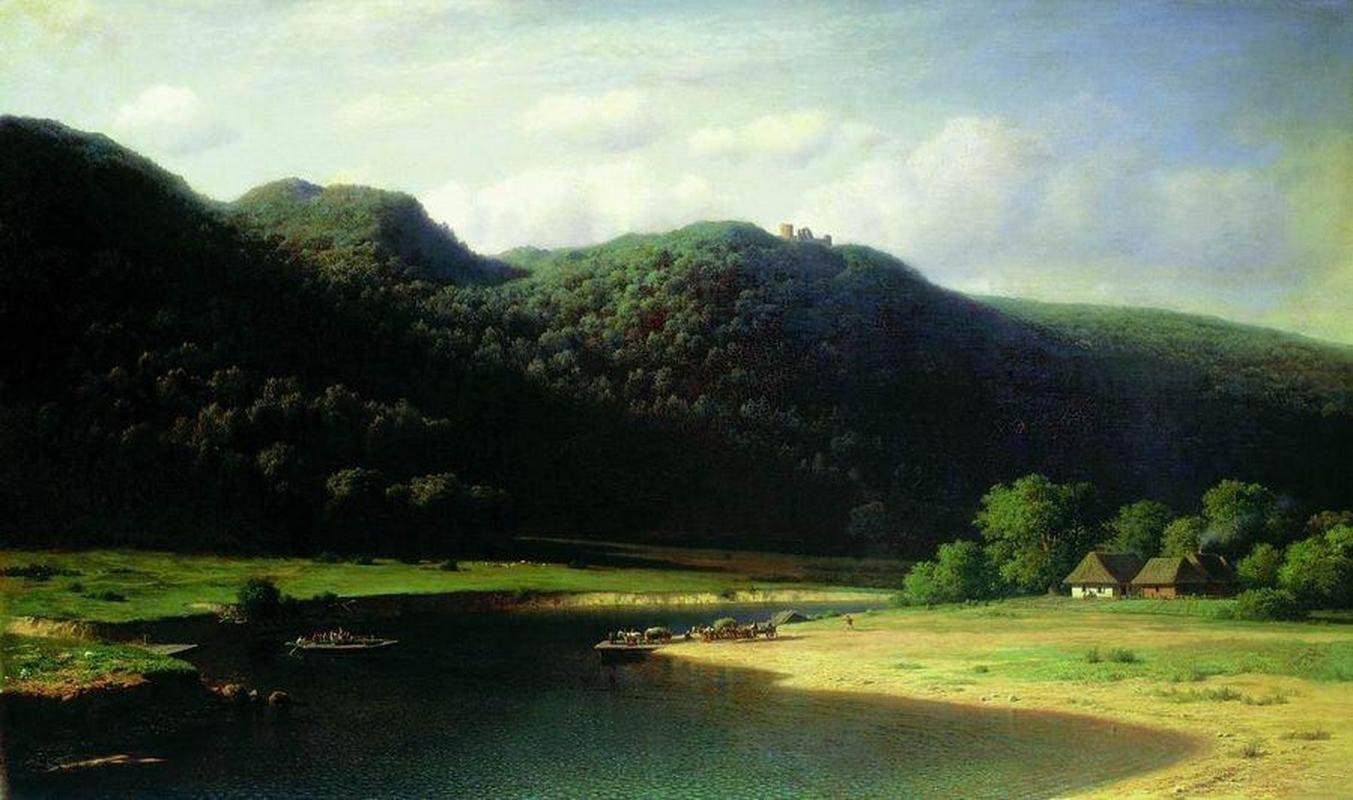
«Долина річки Аа в Ліфляндії», 1862, Державний Російський музей

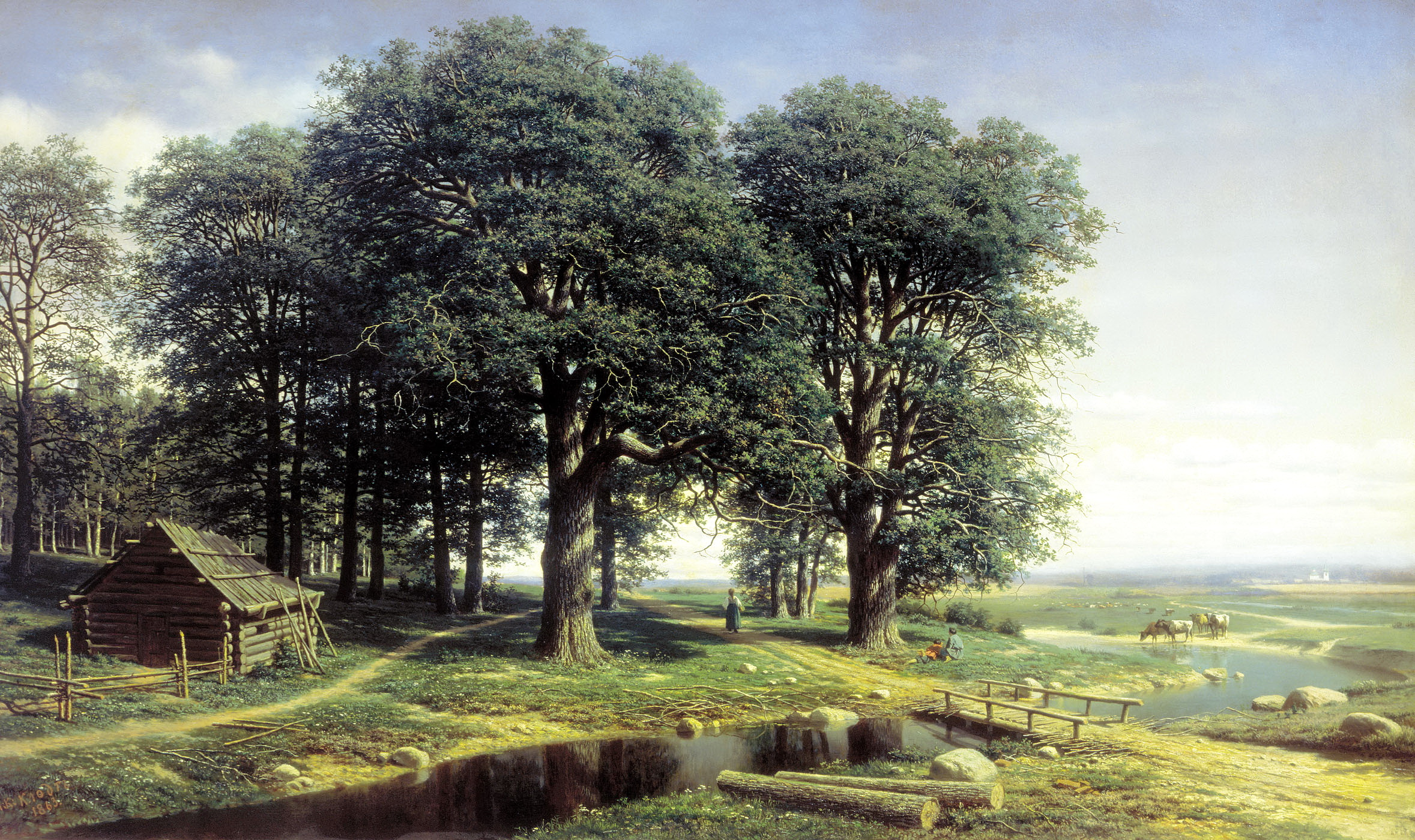
«Дубовий гай», 1863, Третьяковська галерея

Отримавши офіційний дозвіл від Академії, у січні 1861 року Михайло Клодт повернувся до Росії. Академія мистецтв дозволила продовжити йому творчу подорож вже в Росії і навіть продовжила йому термін пенсіонерства. Влітку того ж року він познайомився з Єлизаветою Михайлівною Станюкович, дочкою адмірала Михайла Станюковича і сестрою письменника Костянтина Станюковича, і зробив їй пропозицію, але отримав відмову. На тлі невдачі в любовних справах Клодт впав у депресію, але незабаром, за наполяганням рідних, одружився з Єлизаветою Гаврилівною Владімірцовою.
За результатами поїздки в Європу, Клодт в рамках академічних канонів в поєднанні з романтичними мотивами написав картини «Вид в долині річки Аа в Ліфляндії», «Баркаси на березі під час відливу. Бретань» і «Нічний вид в Нормандії. Рибалки». За ці роботи в 1862 році Михайло Костянтинович отримав звання академіка і продовження терміну пенсіонерства ще на один рік.
Влітку 1863 року художник разом з дружиною був запрошений погостювати у родичів в Мценском повіті Орловської губернії. Тут Михайло Костянтинович знайшов душевну гармонію і багатий матеріал для своїх робіт. Крім Орловської губернії він подорожував по Тульській і Смоленській губерніях, де намалював ряд російських пейзажів. Серед його успішних робіт цього періоду — картини «Дубовий гай» (1863), «Велика дорога восени» (1863), «Вид в Орловській губернії» (1864). Полотно «Велика дорога восени» із зображенням типового непомітного російського пейзажу — низько навислим над рівниною небом з важкими дощовими хмарами, дорогою, що представляє собою суцільне сумне чорне болото, і застряглий селянський віз на ній без будь-якої надії вибратися, — приносить Клодту популярність серед сучасників. За картину «Вид в Орловській губернії» художник в 1864 році отримав звання професора, а значить, право на викладання в Академії мистецтв, але штатної посади для нього на той момент не знайшлося.

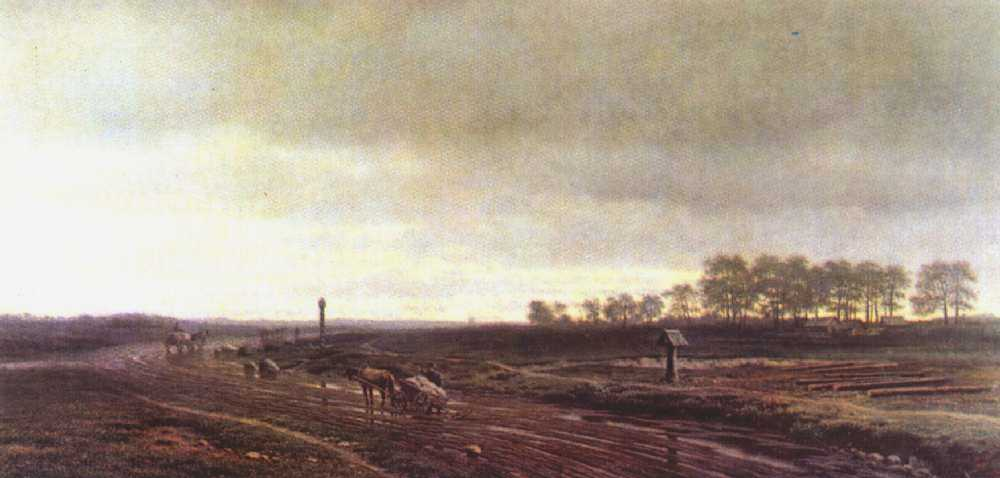
«Велика дорога восени», 1863

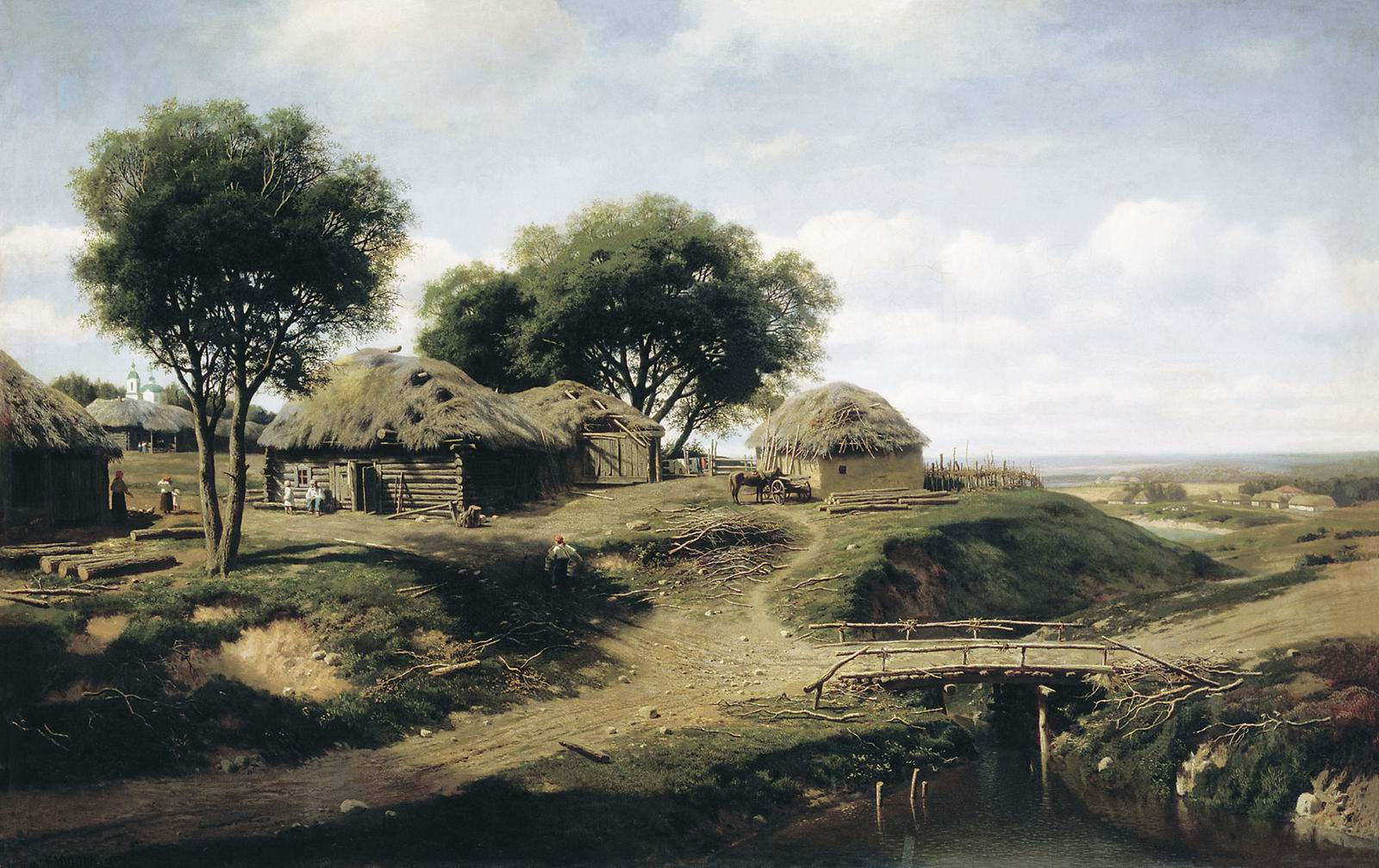
«Село в Орловській губернії», 1864

9 грудня 1863 року в родині Клодт народився син Борис. Дитина народилася дуже слабкою. Крім того, дружина художника Єлизавета Гаврилівна також важко захворіла, хвороба прогресувала, і в грудні 1865 року вона померла. А незабаром після неї померла мати Михайла Клодта.
Навесні 1866 року живописець знову поїхав на Орловщину, де багато працював. Після повернення в Санкт-Петербург, овдовілий Михайло Костянтинович повторно зробив пропозицію Єлизаветі Михайлівні Станюкович і на цей раз отримав згоду. У січні 1867 року вони обвінчалися, а в листопаді того ж року у них народився син Петро. У цей період Клодт створив безліч полотен, серед яких «Промені сонця», «Російське село», «Захід сонця в Орловській губернії» (1867), «Алея в березовому гаю» (1867).
У кінці 1860-х років Михайло Клодт був уже сформованим художником, мав свій погляд на мистецтво і впізнаваний почерк. Для його робіт характерні реалізм зображення, бездоганний малюнок зі скрупульозним опрацюванням деталей, майстерність перспективних рішень, строгість і стрункість композиції, здатність присутністю людини «одушевити» природу. Для нього властива ретельність в промальовуванні об'єктів переднього плану і узагальненість в віддалених планах і неба з хмарами.  Така точність в написанні дрібних деталей вимагала великих зусиль і багато часу. Домагаючись високої точності, художнику іноді доводилося переписувати картину кілька разів.
Незважаючи на успіхи на мальовничому терені, фінансове становище Клодта залишалося важким, що було пов'язано з невмінням вигідно продавати свої картини.

## Роботи художника

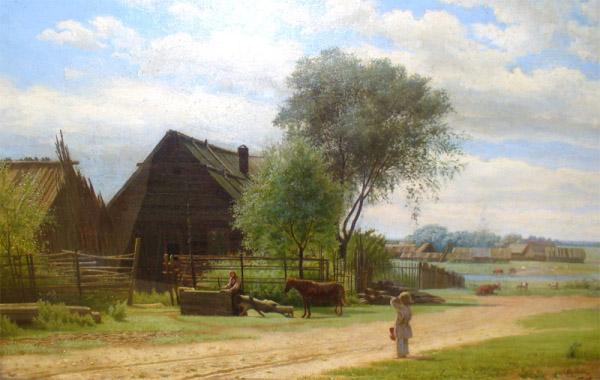
«Російське село», 1867, Сочинський художній музей
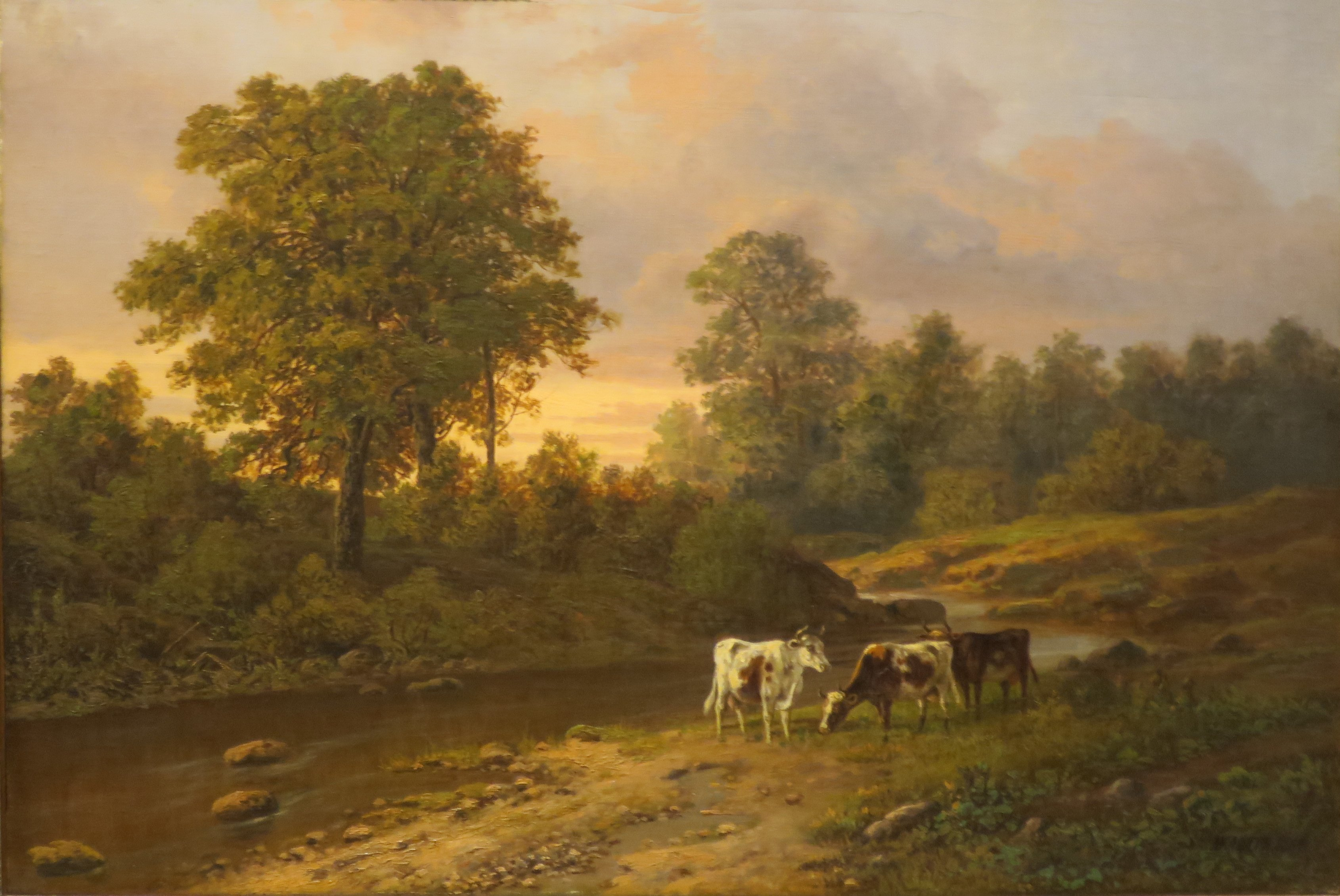
«Сутінки», 1869, Мурманський обласний художній музей
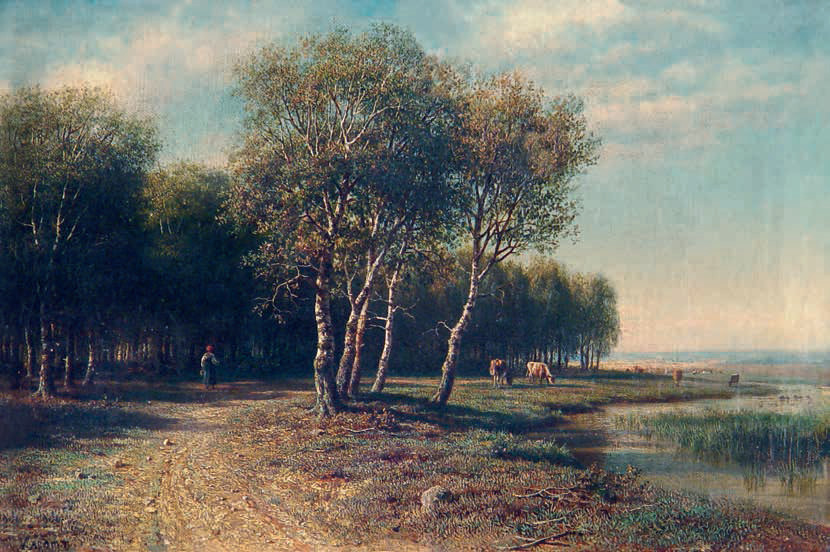
«Пейзаж», 1871, Державний музей образотворчих мистецтв Республіки Татарстан
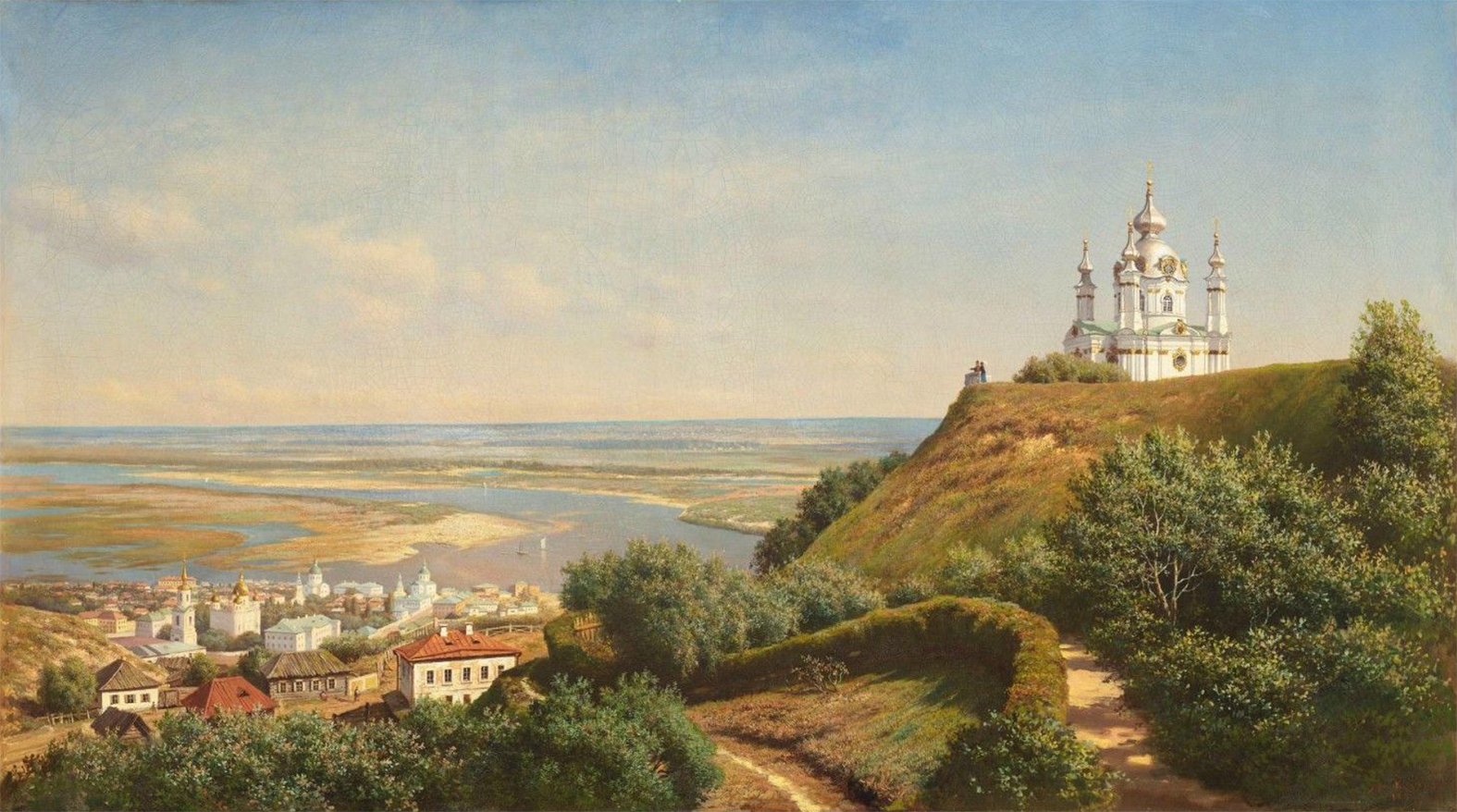
«Краєвид у Києві», 1871, приватна колекція
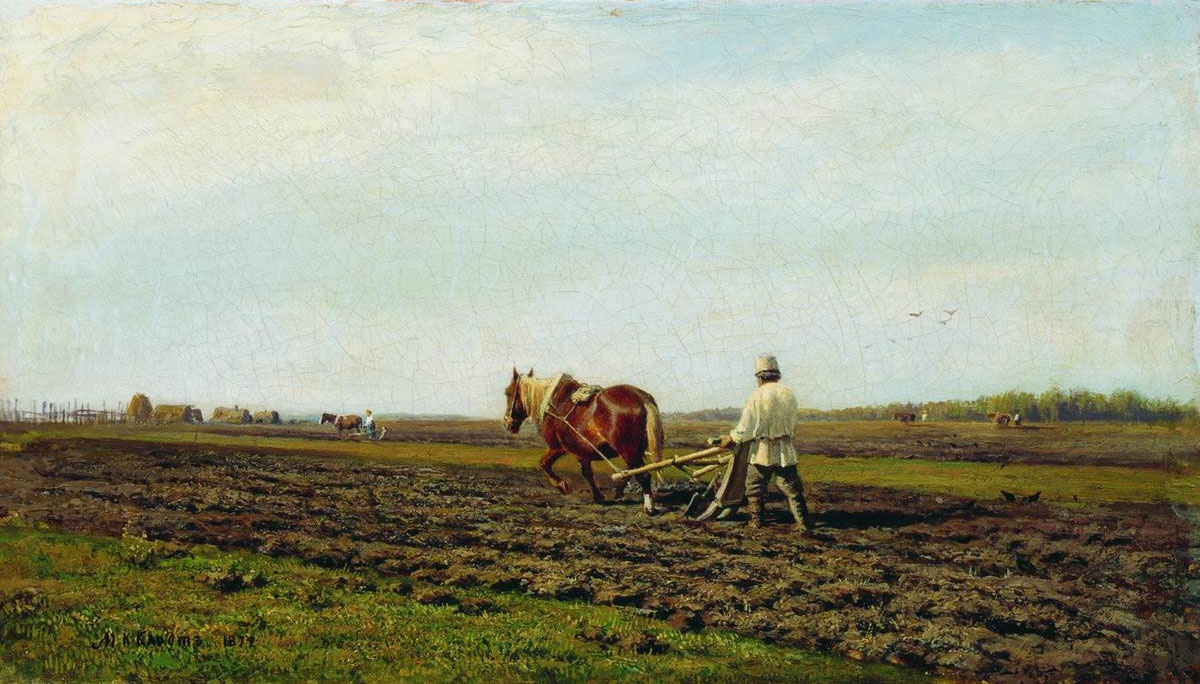
«На ріллі», 1872, Національний художній музей Білорусі
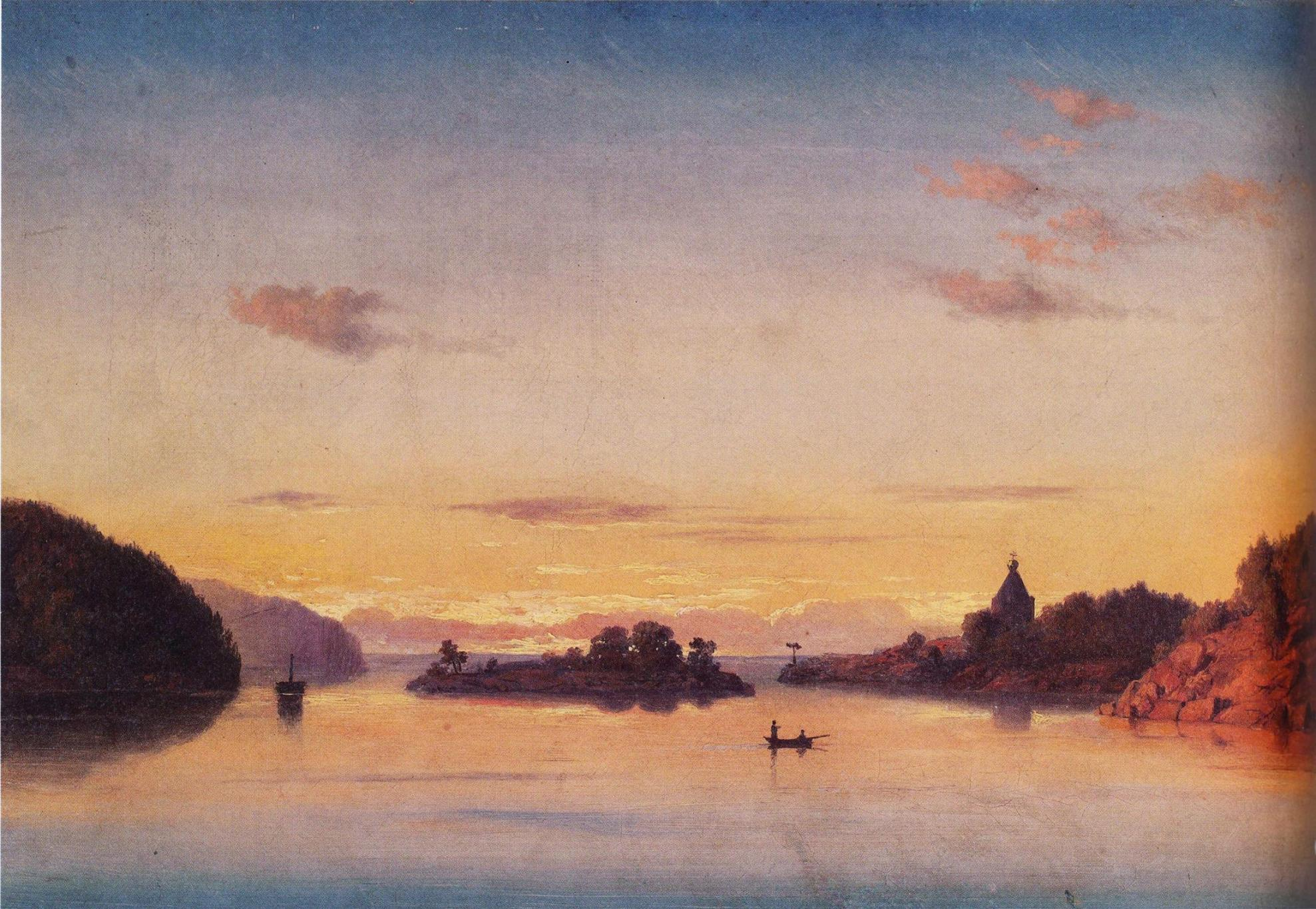
«Вид на Ладозьке озеро»
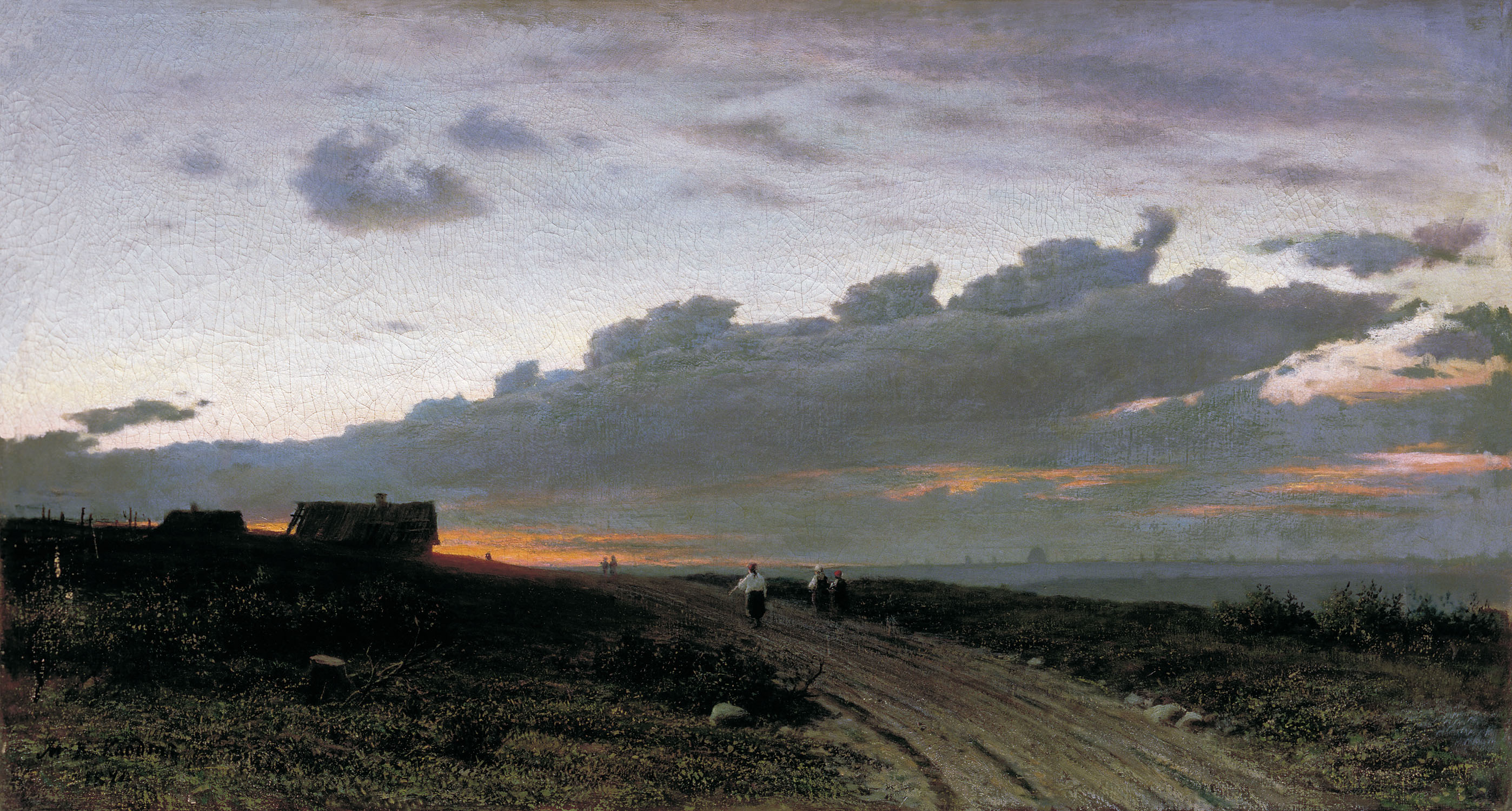
«Вечірній вид в селі. Орловська губернія», 1874